# 北京师范大学大同附属中学校
北京师范大学大同附属中学校，简称北师大大同附中，是位于山西省大同市平城区的一所公办全日制完全中学。学校由北京师范大学和大同市人民政府合作共建。隶属于大同市教育局。
校长刘建国，名誉校长袁爱俊。

## 学校简介
学校主要实施初中义务教育和高中学历教育。2011年9月，招收首批初一、高一学生。
校区占地面积9.73万平方米。学校设计规模为初中14轨42个教学班，高中10轨30个教学班，可容纳学生3960人。学校是北京师范大学的实验基地学校。
以2020年为例，学校91.14%的收入来自财政拨款资金，8.86%的收入来自事业性收入。支出分为一般公共预算基本支出、项目支出。

### 师资力量
教师选自具有丰富教学经验的中青年骨干教师及全国“211”工程大学的应、往届毕业生，2011年首批选聘教师73名，其中具有硕士学历的教师达50%。此外由北京名校的老师不定期来校指导，帮助建设教师队伍。

### 新闻事件
2023年6月13日，自称张薇高中（北京师范大学大同附属中学校）同学、宿舍室友的一名微博网友——@玛格丽特别放盐 发文称，2014年遭到张薇长期校園霸凌致重度抑郁，最重要的一次张薇联合她人把她拉进厕所辱骂和殴打，当时大量的人在围观。@玛格丽特别放盐求助学校和老师后，学校为了息事宁人对两人给予警告处分，但没有记入个人档案。北京师范大学大同附属中学校工作人员回应《中国新闻周刊》，将了解情况后作出答复。